# Elydnus grossescapus
Elydnus grossescapus är en skalbaggsart som beskrevs av Hüdepohl 1989. Elydnus grossescapus ingår i släktet Elydnus och familjen långhorningar. Inga underarter finns listade i Catalogue of Life.